# Rapeto
 (juillet 2008).
Si vous disposez d'ouvrages ou d'articles de référence ou si vous connaissez des sites web de qualité traitant du thème abordé ici, merci de compléter l'article en donnant les références utiles à sa vérifiabilité et en les liant à la section « Notes et références ».
D'après les traditions merina, Rapeto est le fondateur du royaume de l'Imamo, situé dans la partie occidentale de l'Imerina, au centre de Madagascar. Rapeto qui résidait dans la région du lac Itasy aurait étendu son autorité sur l'ensemble du pays d'Émyrne. Il serait ainsi mort à Amoronkay, à la lisière de la forêt orientale et une localité des environs de Tananarive porte encore le nom d'Ambohidrapeto, la « ville de Rapeto ». 
Étant donné l'époque reculée où il semble avoir vécu (vraisemblablement, vers le XIIe siècle), les récits concernant la vie de Rapeto se confondent avec la légende, faisant par exemple du personnage un géant à la force herculéenne, capable de traverser tout le pays merina en quelques instants par de grandes enjambées.